# ОМШ „Војин Комадина” Зворник
Музичка школа Зворник се налази у улици Светог Саве 71 а, у Зворнику. Основана је 1959. године, просторије школе су смештене у згради Основне школе „Свети Сава”. Садржи две подручне школе, у Козлуку и Челопеку.

## Историјат
Музичка школа Зворник је основана 1959. године. Конститутивна седница школског одбора је одржана 18. августа 2002. године са намером поновног оживљавања и функционисања ове установе, а 2009. године је прослављено и педесет година постојања. Похађају је и ванредни ученици са подручја Братунца, Власенице, Милића и Шековића. Ученици и професори често приређују концерте.
У основној музичкој школи Зворник се стиче основно музичко образовање на шест инструмената, клавир, гитара, хармоника, флаута, кларинет, виолина, као и основе соло певања. Школа организује похађање припремног разреда за ученике млађег узраста. Сви ученици поред наставе изабраног инструмента или соло певања похађају и часове солфеђа, а у завршном разреду и наставу теорије музике. Ученици соло певања упоредо имају и наставу клавира која се изводи индивидуално. У школи се спроводи и настава хора, оркестра и камерне музике.
У први разред основне музичке школе се уписују ученици за стицање шестогодишњег образовања и васпитања до девет година, а за двогодишње образовање и васпитање (соло певање), уписују се ученици који имају најмање четрнаест година. У први разред основне музичке школе се уписују и ученици старији од наведених година ако на пријемном испиту покажу изузетне музичке способности. Школске 2012—2013. године наставу је похађало 248 ученика у оквиру седам одељења, четрнаест класа: пет клавира, три хармонике, две гитаре, једна кларинета, једна флауте, једна виолине и једна класа соло певања.
Просторије школе су смештене у згради Основне школе „Свети Сава”, поседује две учионице солфеђа, седам учионица за извођење индивидуалне наставе, зборницу, четири канцеларије, један тоалет, једну оставу, два ходника, велики хол са бином за одржавање концерата које деле са ОШ „Свети Сава” и школско двориште. Музичка школа Зворник као матична школа у свом саставу има две подручне школе, у Козлуку и Челопеку. Запослен је 21 радник, од чега је 16 наставно и пет ненаставно особље.

## Догађаји
Догађаји музичке школе Зворник:
- Концерт „Деца то раде овако”[5]
- Светосавски концерт[5]
- Новогодишњи концерт[5]
- Фестивал „Zgitar fest”[6]
- Фестивал „Drisama fest”[6]
- Поетске музичке вечери[6]
- Међународно такмичење „Даворин Јенко'” у Београду[6]
- Пројекат „Чаролија звука”[6]